# Christer Nordlund
Hans Christer Nordlund, född 10 oktober 1970 i Örnsköldsvik, är professor i idéhistoria med inriktning mot miljö- och vetenskapshistoria vid Umeå universitet.

## Biografi
Nordlund disputerade vid Umeå universitet 2001 på avhandlingen Det upphöjda landet: Vetenskapen, landhöjningsfrågan och kartläggningen av Sveriges förflutna, 1860–1930. Han var postdoc vid Uppsala universitet och University of Cambridge och har varit gästforskare vid Swedish Collegium for Advanced Study (SCAS) i Uppsala och Max Planck Institute for the History of Science i Berlin. Mellan 2007 och 2014 var han Torgny Segerstedt-forskare inom forskningsprogrammet Pro Futura. 
Åren 2011–2016 var Nordlund ledamot i Sveriges unga akademi. Han invaldes år 2016 som arbetande ledamot i Kungliga Skytteanska Samfundet och 2018 i Kungliga Vetenskapsakademien, där han från 2020 är ledamot i Svenska nationalkommittén för teknik- och vetenskapshistoria. Nordlund tillsattes 2024 som ny ledamot i Stiftelsen Riksbankens Jubileumsfonds styrelse, under perioden 1 november 2024–31 oktober 2028.
Vid Umeå universitet har Nordlund bidragit till att etablera det tvärvetenskapliga området ”Umeå Studies in Science, Technology and Environment” (USSTE). I sin installationsföreläsning 2010 belyste han tre centrala motiv för vetenskapshistorisk forskning: civilisationsdiagnos, vetenskapsanalys och kunskapsöversättning.
Sedan 2021 är Nordlund dekan för Humanistiska fakulteten.